# Muraszombati járás
A Muraszombati járás Vas vármegyéhez tartozó járás volt Magyarországon 1920-ig, majd 1941 és 1945 között. Székhelye Muraszombat volt. Területének legnagyobb része ma Szlovéniához tartozik, ahol Pomurska régió része. Egykori községei közül csupán a három legkeletibb, Magyarszombatfa, Gödörháza és Velemér tartozik Magyarországhoz.

## Fekvése
Északról a szentgotthárdi járás, délkeletről Zala vármegye, délnyugatról és nyugatról pedig Ausztria (Stájerország) határolta. E járáshoz tartozott a Magyar Királyság Horvátország nélkül vett területének legnyugatibb pontja, Gedőudvar község területén.

## Története
A trianoni békeszerződésig Vas vármegye délnyugati részén helyezkedett el (akkori területe 527,16 km² volt), utána három község kivételével az újonnan alakult Szerb–Horvát–Szlovén Királysághoz került. Lakossága az 1910-es népszámlálás idején 48 655 fő volt.

## Települései
- Alsócsalogány
- Alsójánosfa
- Alsómarác
- Alsószentbenedek
- Andorháza
- Andorhegy
- Barkóc
- Battyánd
- Battyánfalva
- Berkeháza
- Bírószék
- Bodóhegy
- Bokrács
- Borháza
- Borhida
- Borostyán
- Búzahely
- Csekefa
- Csendlak
- Dióslak
- Dombalja
- Falud
- Felsőcsalogány
- Felsőlendva
- Felsőszentbenedek
- Ferenclak
- Gedőudvar
- Gerőháza
- Gesztenyés
- Gödörháza
- Görhegy
- Gyanafa
- Halmosfő
- Határfalva
- Hegyszoros
- Ivánfalva
- Jegenyés
- Károlyfa
- Kerkaszabadhegy
- Királyszék
- Kisfalu
- Kismálnás
- Kismáriahavas
- Kisszerdahely
- Kisszombat
- Korong
- Kosárháza
- Kőhida
- Kölesvölgy
- Kuzma
- Lakháza
- Lehomér
- Lendvakirályfa
- Lendvakislak
- Lendvanemesd
- Lukácsfa
- Magyarszombatfa
- Márkusháza
- Mártonhely
- Mátyásdomb (Szlovénia)
- Mezővár
- Mottolyád
- Muracsermely
- Murafüzes
- Murahalmos
- Murapetróc
- Muraszentes
- Muraszombat
- Muravárhely
- Musznya
- Nádorfa
- Nagytótlak
- Ottóháza
- Őrfalu
- Pálhegy
- Pálmafa
- Pártosfalva
- Perestó
- Péterhegy (Szlovénia)
- Petőfa
- Radófa
- Rátkalak
- Rétállás
- Rónafő
- Salamon
- Sándorvölgy
- Seregháza
- Sűrűház
- Szarvaslak
- Szécsényfa
- Szécsénykút
- Szentbíbor
- Szentsebestyén
- Tiborfa
- Tótkeresztúr
- Újkökényes
- Újtölgyes
- Úrdomb
- Úriszék
- Vashidegkút
- Vaskorpád
- Vaskovácsi
- Vaslak
- Vasnyíres
- Vaspolony
- Vasvecsés
- Véghely
- Velemér
- Vidorlak
- Vízlendva
- Völgyes
- Völgyköz
- Zoltánháza
- Zsidahegy